# Donato di Eurea
Donato (... – 30 aprile 394) fu vescovo di Eurea in Epiro. È venerato come santo da tutte le Chiese cristiane che ammettono il culto dei santi.

## Agiografia
Visse all'epoca dell'imperatore Teodosio I e morì il 30 aprile 394. Ebbe fama di grande taumaturgo e fu venerato come patrono dell'Epirus Vetus. In passato gli fu attribuito, ma erroneamente, l'onore di aver conferito il battesimo allo stesso Teodosio.

## Culto
Spesso è confuso con san Donato di Arezzo ed è difficile distinguere nei suoi Acta ciò che riguarda ciascuno dei due santi.
Donato di Evorea è celebrato come grande taumaturgo. A questo proposito si legge una testimonianza di Sozomeno: "Eodem tempore in diversi orbi partibus multi inter episcopos enituerunt. Ex his fuit Donatus, Euroeae in Epiro episcopus: quem cum alai multa ammirabili perpetrasse, ius lochi incolse testantur, tum illud precipue quod in draconis interfectione gesti". Il dragone, che divorava il bestiame nei dintorni, sarebbe stato vinto e ucciso dal santo con un segno di croce.
Le sue reliquie furono in seguito trasferite a Cassiope (castrum Cassiopi), territorio che dipendeva dai vescovi di Corcira (Patrologia Latina LXXVII, 1309-10 e 1317-18). Ciò suscitò le lamentele del vescovo Giovanni I di Eurea, da cui nacque un fitto scambio epistolare con Gregorio Magno. 
Nel 1125 le reliquie di San Donato furono traslate dal doge Domenico Michiel nella chiesa matrice di Santa Maria Assunta nell'isola di Murano che da allora assunse anche il titolo del santo vescovo.
Nella navata sinistra della Basilica (Duomo di Murano) c'era un'ancona lignea del 1310 che reca un'iscrizione considerata il testo scritto più antico del volgare veneziano: ora tale ancona è stata trasferita nel Museo Diocesano di Santa Apollonia a Venezia.
Il menologio greco ricorda san Donato il 30 aprile, mentre nel Vetus Martyrologium Romanum è menzionato in due occasioni, nel giorno della sua deposizione e nel giorno del trasferimento delle reliquie a Corcira: 
(30 aprile)
(29 ottobre)